# Tekaka

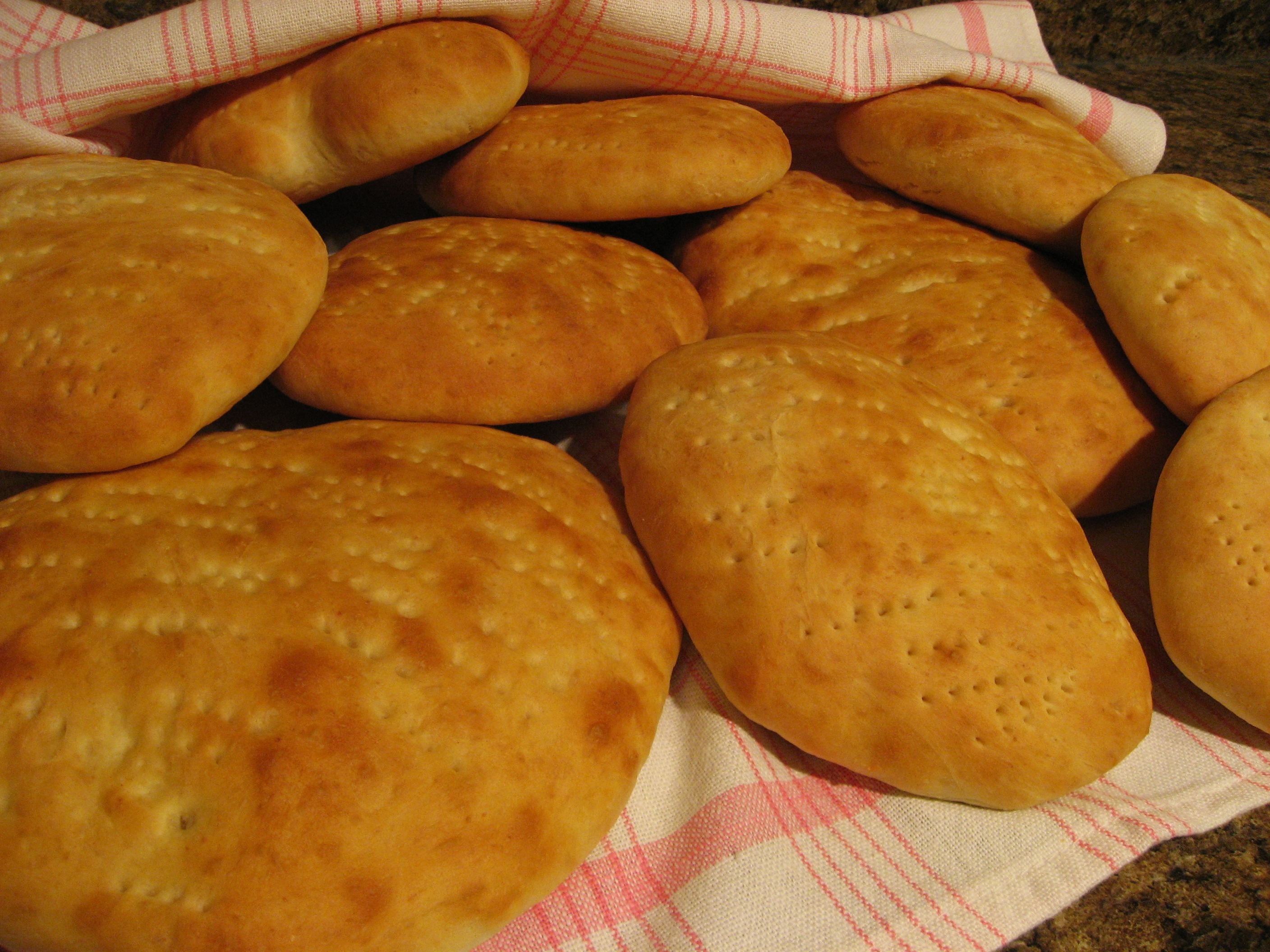
Tekakor av svensk typ.

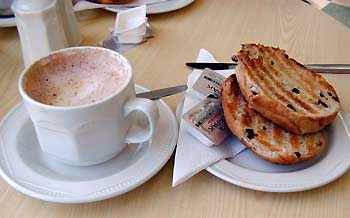
Mockakaffe och rostad engelsk tekaka med korinter.

En tekaka är ett jästbaserat litet matbröd som ofta är runt och platt. Förutom jäst innehåller tekakor vetemjöl, margarin/smör/vegetabilisk olja, socker/sirap och salt. Recept brukar dessutom innehålla mjölk, men mjölkfria tekakor finns att köpa. Tekakor passar till frukost och fika, exempelvis till te. Brödet kan sparas någon vecka.
I England brukar tekakorna innehålla torkad frukt, rostas och serveras med smör på.
Ordet tekaka med samma betydelse är belagt i svenska språket sedan 1884. Tidigare kunde det avse sammanpressade teblad av låg kvalitet. Särskilt under mitten av 1900-talet brukade tekaka även syfta på en mjuk kaka som gjordes på en smet och serverades till bland annat te.

## Bilder

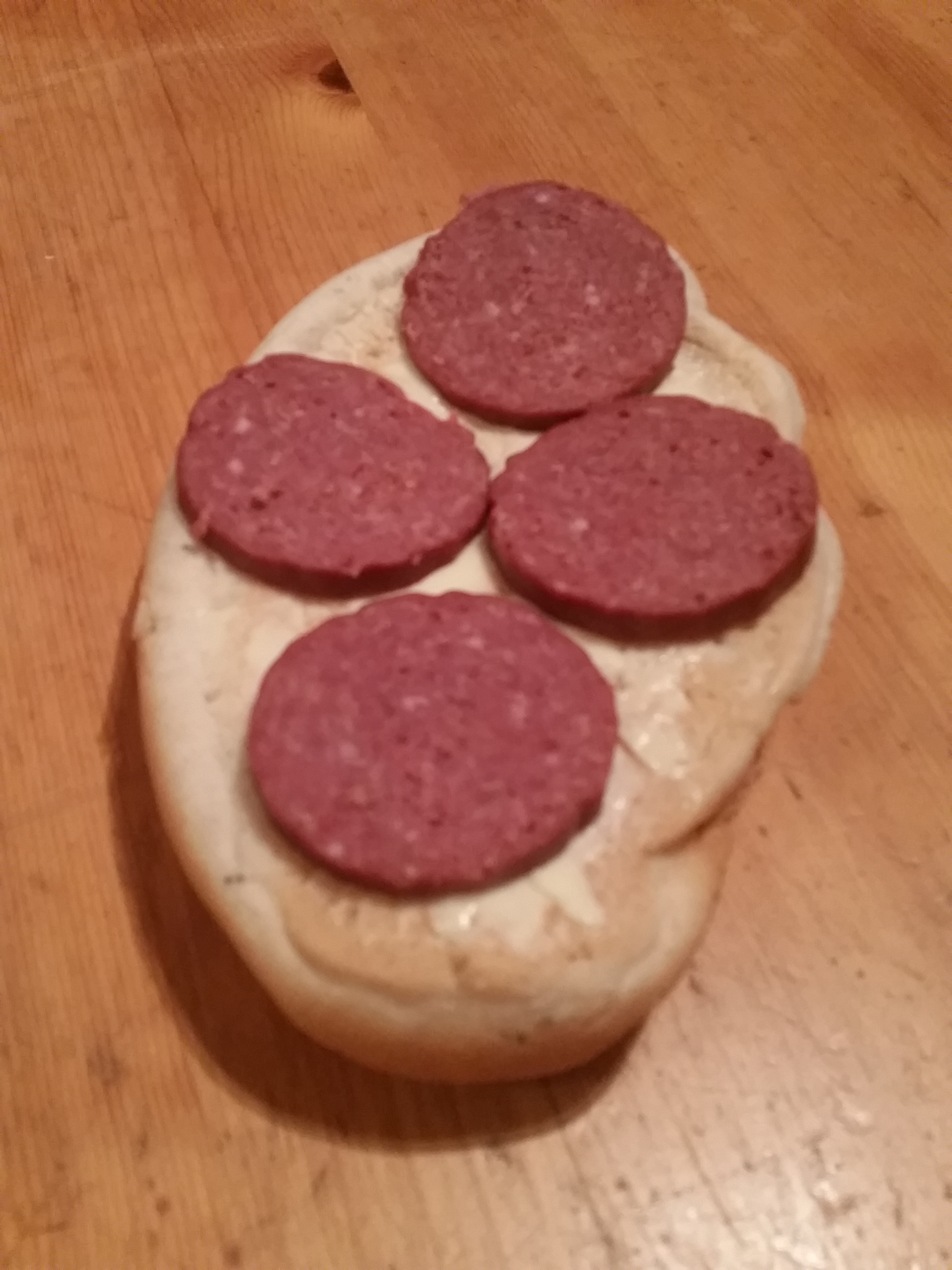
Tekaka med smör och korvpålägg.